# Serodino

Serodino é uma comuna da província de Santa Fé, na Argentina.